# 6 de gener
El 6 de gener és el sisè dia de l'any del calendari gregorià. Queden 359 dies per finalitzar l'any i 360 en els anys de traspàs.

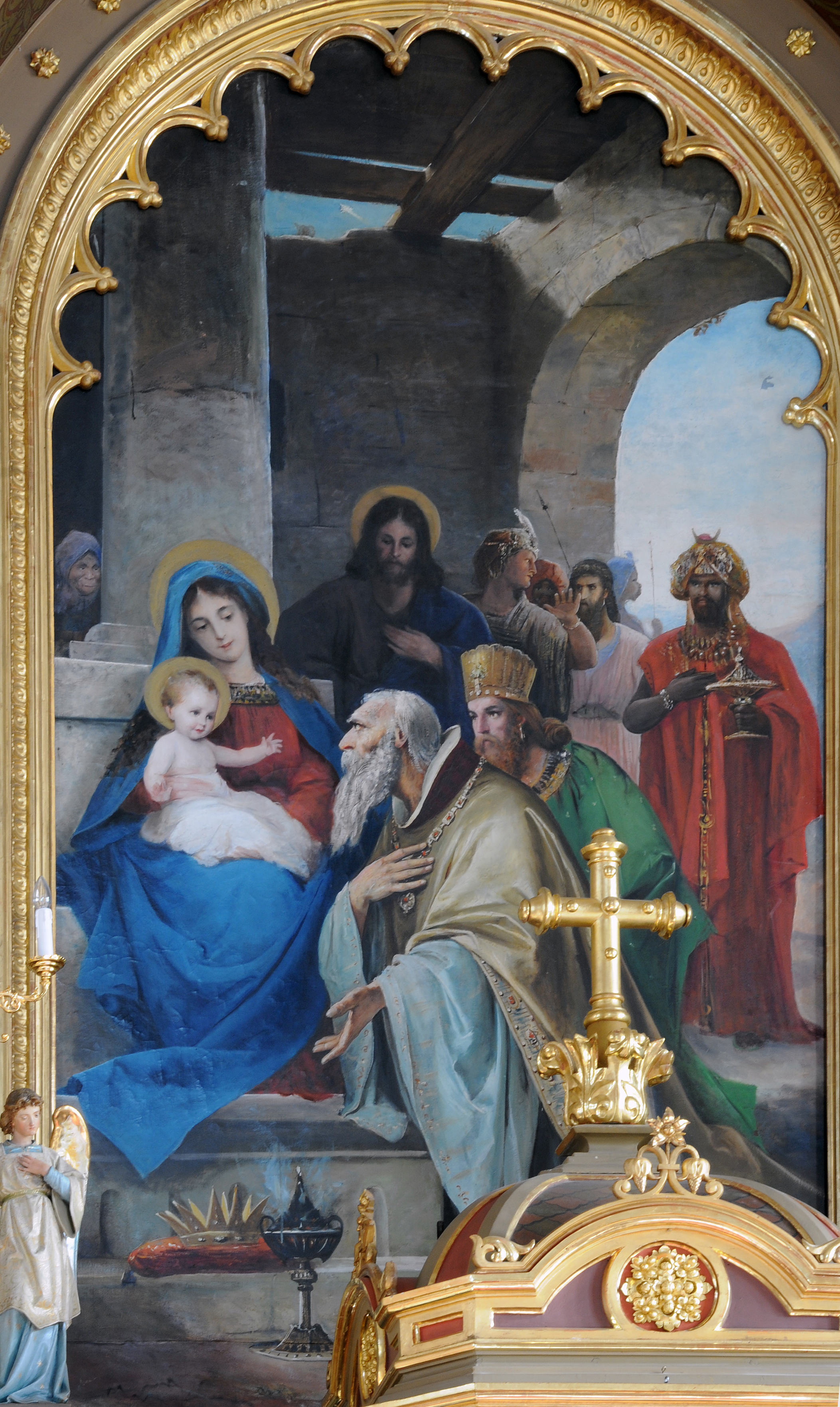
Adoració dels Reis Mags, Epifania, 6 de gener

## Esdeveniments
Països Catalans
- 1640, Salses, Rosselló; Guerra dels Trenta Anys: les tropes catalanes reconquereixen el castell als francesos, que l'havien ocupat 20 de juny de l'any anterior.
- 1944, Barcelona: Carmen Laforet rep el Premi Nadal per la novel·la Nada.
- 1990, Sant Feliu de Guíxols: S'inaugura el Teatre Auditori Municipal Narcís Masferrer.[1]

Resta del món
- 1870, Viena: inauguració del Musikverein, un dels auditoris de música més importants del món.
- 1919, Berlín: Inici de l'Aixecament Espartaquista.
- 2005, Djakarta, Indonèsia: Comença la cimera de l'Associació de Nacions del Sud-est Asiàtic amb la presència de diversos líders mundials, per debatre com afrontar els danys causats pel tsunami de l'oceà Índic del 2004 que el dia 26 arrasà part del sud-est asiàtic.
- 2021, Washington DC: milers de seguidors de Donald Trump assalten el Capitoli per protestar contra l'elecció de Joe Biden.

## Naixements
Països Catalans
- 1655 - Castelló de la Plana: María Egual Miguel, poeta i dramaturga valenciana (m. 1735).[2]
- 1791 - Ontinyent, Vall d'Albaida: Josep Melcior Gomis, compositor valencià del romanticisme (m. 1836).
- 1878 - Barcelona: Salut Borràs i Saperas, lluitadora anarquista (m. 1954).[3]
- 1908 - Figueres, Alt Empordà: Anna Maria Dalí i Domènech, germana de Salvador Dalí (m. 1989).[4]
- 1912 - Barcelona: Carmelita Aubert, cantant i actriu catalana de la revista de varietats dels anys trenta (m. 1979).[5]
- 1916 - Barcelona: Mario Cabré, torero, actor i poeta català (m. 1990).
- 1918 - Barcelona: Ignasi Mundó i Marcet, pintor català (m. 2012).
- 1923 - València, l'Horta: Santiago Grisolía García, bioquímic valencià, president del Consell Valencià de Cultura des del 1996.
- 1933 - Barcelona: Justo Tejada, futbolista espanyol.
- 1954 - Sueca, Ribera Baixa: Emili Piera, periodista valencià.
- 1967 - Viladecans, Barcelona: María Reyes Sobrino, atleta catalana especialitzada en les proves de marxa atlètica.[6]
- 1975 - Barcelona: Eva Granados Galiano, política socialista catalana.[7]
- 1977 - Barcelona: Anna Carreras Aubets, escriptora, crítica literària, correctora i traductora catalana.[8]
- 1996 - Terrassa, Espanya: Miki Núñez, cantant català.

Resta del món
- 1367: Bordeus, França: Ricard II, rei anglès (m.1400).
- 1412, Domrémy (Regne de França): Joana d'Arc, heroïna francesa de la Guerra dels Cent Anys (m. 1431).[9]
- 1500: Almodóvar del Campo, Ciudad Real: Joan d'Àvila, escriptor místic espanyol (m.1569).
- 1587: Roma, Itàlia: Gaspar de Guzmán, noble i polític espanyol (m.1645).
- 1655: Düsseldorf, Alemania: Elionor del Palatinat-Neuburg, emperadriu d'Àustria (m.1720).[10]
- 1702: Calataiud, Saragossa: José de Nebra, compositor espanyol (m.1768).
- 1745: Annonay, França: Jacques-Étienne Montgolfier, pioner francès de l'aviació (m. 1810).
- 1795: París, França: Anselme Payen, químic francès (m.1871).
- 1799: Nova York, Estats Units: Jedediah Smith, caçador, paranyer, comerciant de pells i explorador nord-americà (m.1831).
- 1803: Viena, Àustria: Henri Herz, compositor i pianista austríac (m. 1888).
- 1808, París, França: Marie Josephine Mathilde Durocher, llevadora franc brasilera (m. 1893).
- 1822, Mecklenburg-Pomerània Occidental Alemanya: Heinrich Schliemann, empresari, milionari i arqueòleg prussià (m. 1890).
- 1832, Estrasburg, França: Gustave Doré, pintor i escultor francès (m.1883).
- 1838, Colònia (Alemanya): Max Bruch, director d'orquestra i compositor alemany (m.1920).
- 1850, Berlín, Alemanya: Eduard Bernstein, polític alemany (m. 1932).
- 1861, Gant, Bèlgica: Victor Horta, arquitecte belga (m. 1947).
- 1871, Lisboa, Portugal: Regina Pacini, soprano i primera dama argentina (m. 1965).[11]
- 1872, (25 de desembre de 1871 de l'antic calendari): Moscou, Rússia: Aleksandr Skriabin, compositor rus (m. 1915).[12]
- 1878, Gijón, Astúries: Nicanor Piñole, pintor espanyol (m.1978).
- 1878, Galesburg (Illinois): Carl Sandburg, poeta, novel·lista i historiador nord-americà (m.1967).
- 1880, Pennsilvània, Estats Units: Tom Mix, actor nord-americà (m.1940).
- 1886, Nova York, Estats Units: Florence Turner, actriu de cinema nord-americana (m. 1946).[13]
- 1900, Chasselay, Roine: Pierre-Octave Ferroud, compositor francès (m. 1936).
- 1905, Buin, Xile: Mariano Castillo Larenas, escaquista xilè (m. 1970).
- 1912, Celanova: Celso Emilio Ferreiro, poeta espanyol (m. 1979).
- 1913, Porąbka, Polònia: Edward Gierek, polític polonès (m. 2001).
- 1913, Salt Lake City: Loretta Young, actriu nord-americana (m. 2000).
- 1920, Londres (Regne Unit): John Maynard Smith, genetista i investigador en biologia evolutiva (m. 2004).
- 1921, Sant Petersburg: Marianne Grunberg-Manago, bioquímica francesa d'origen rus, que descobrí al costat de Severo Ochoa l'ARN-polimerasa (m. 2013).[14]
- 1924, Haui-do, Corea del Sud: Kim Dae-jung, polític sud-coreà, President de Corea del Sud. Premi Nobel de la Pau any 2000 (m. 2009)
- 1928, Sevilla: Alfonso Grosso, escriptor espanyol (m. 1995).[15]
- 1931, Santiago de Xile, Xile: Enrique Hormazábal, futbolista xilè (m. 1999).
- 1931, Nova York: E. L. Doctorow, escriptor nord-americà (m. 2015).
- 1936, Tomelloso, Ciudad Real: Antonio López García, pintor espanyol.
- 1936, Montevideo, Uruguai: Julio María Sanguinetti, president uruguaià.
- 1937:
  - Asti (municipi italià): Paolo Conte, cantautor italià.
  - Oripää, Finlàndia: Harri Holkeri, polític finlandès (m. 2011).
- 1938, 
  - Milà, Itàlia: Adriano Celentano, cantant i actor italià.
  - Bakhmut, Ucraïna: Larissa Iukhímivna Xepitko, directora de cinema, guionista i actriu soviètica ucraïnesa (m. 1979).[16]
- 1939, Kíiv: Valeri Lobanovski, futbolista i entrenador ucraïnès (m. 2002).
- 1943, Londres, Regne Unit:Terry Venables, exjugador i entrenador britànic de futbol.
- 1944:
  - Riehen, Suïssa: Rolf Martin Zinkernagel, immunòleg suís, Premi Nobel de Medicina o Fisiologia de l'any 1996.
  - Riam, França: Alan Stivell, músic folk
- 1946, Cambridge, Regne Unit: Syd Barrett, músic britànic, membre fundador de la banda Pink Floyd (m. 2006).
- 1947, 
  - Ais de Provença: Andréa Ferréol, actriu francesa.[17]
  - Montevideo, Uruguai: Luis Hierro López, polític uruguaià.
- 1948, Castejón (Navarra): Javier Tejada Palacios, físic espanyol.
- 1953, Glasgow, Regne Unit: Malcolm Young, guitarrista escocès-australià, de la banda AC/DC (m. 2017).
- 1954, Ryde, Regne Unit: Anthony Minghella, cineasta i guionista britànic (m. 2008).
- 1955, Consett, Regne Unit: Rowan Atkinson, actor i comediant britànic.
- 1956,
  - Portland, Elizabeth Strout, escriptora estatunidenca, Premi Pulitzer 2009 i Premi Llibreter 2010.[18]
  - Londres, Regne Unit: Justin Welby, clergue anglicà. Arquebisbe de Canterbury des de 2013.[19]
- 1966, 
  - Foz, Lugo: Luisa Castro Legazpi, escriptora i columnista gallega en llengües  gallega i espanyola.[20]
  - Chennai (Índia): A.R. Rahman, compositor, productor i músic indi.
- 1968, Los Angeles, Califòrnia, Estats Units: John Singleton, cineasta nord-americà.
- 1969 - Hollywood: Norman Reedus, actor estatunidenc.
- 1970, Buenos Aires, Argentina: Leonardo Astrada, futbolista argentí.
- 1971, Milwaukee, Wisconsin, Estats Units: Kay Rush, presentadora nord-americana.
- 1972, Sassuolo, Itàlia: Nek, cantant italià.
- 1975, Hellín, Espanya: Josico, futbolista espanyol.
- 1978, Madrid, Espanya: David García Cubillo, futbolista espanyol.
- 1981, Hadano, Prefectura de Kanagawa, Japó: Rinko Kikuchi, actriu japonesa.
- 1982:
  - Tampa, Florida, Estats Units: Gilbert Arenas, jugador de bàsquet nord-americà.
  - Ciutat de Westminster, Londres, Regne Unit: Eddie Redmayne, actor britànic.
- 1986, Yemanzhelinsk, Rússia: Irina Shayk, actriu i model russa.
- 1986, Sheffield, Regne Unit: Alex Turner, músic britànic, de la banda Arctic Monkeys.
- 1989, Gateshead, Regne Unit: Andy Carroll, futbolista britànic.
- 1990, Buenos Aires, Argentina: Cristian Erbes, futbolista argentí.
- 1991, Cadis, Andalusia: Marta Carro, futbolista espanyola que juga com a defensa al València CF de la Primera Divisió d'Espanya.[21]
- 1998, Suwon, Corea del Sud: Lee Seung-woo, futbolista sud-coreà.

## Necrològiques
Països Catalans
- 1532 - València: Joan de Ribera, religiós valencià que fou virrei i arquebisbe de València i posteriorment sant (n. 1532).
- 1943 - València: Lluís Lúcia i Lúcia, periodista i polític valencià de la Dreta Regional Valenciana, ministre durant la Segona República (n. 1888).
- 1998 - Premià de Mar: Josep Cruset Porqué, poeta, escriptor i articulista en llengua castellana.
- 2009 - el Figueró: Anna Bosch i Pareras, política i activista catalana (m. 2009).[22]
- 2022 - les Borges Blanques: Albert Tarrats i Farrerons, militant independentista, activista cultural i restaurador català (n. 1943).[23]

Resta del món
- 1693, París: Marguerite Hessein de la Sablière, salonnière francesa, mecenes i filòsofa (n. 1640).[24]
- 1827, Weimar: Charlotte von Stein, dama de companyia, escriptora i amiga de Goethe i Schiller (n. 1742).[25]
- 1840, Londres, Anglaterraː Fanny Burney, novel·lista i dramaturga anglesa (n. 1752).[26]
- 1852, París, França: Louis Braille, mestre, creador de l'escriptura per a cecs que duu el seu nom (n. 1809).
- 1861, Sant Petersburg: Andreas Osipovitx Sichra, compositor i guitarrista rus.
- 1884, Brünn, Imperi Austrohongarès: Gregor Mendel, botànic austríac (n. 1822).
- 1918, Halle (Saxònia-Anhalt): Georg Cantor, matemàtic i filòsof alemany nascut a Rússia, fundador de la teoria de conjunts moderna (n. 1845).
- 1919, Nova York, EUA: Theodore Roosevelt, 26è president dels Estats Units (n. 1858).
- 1942, La Sala, Occitània: Emma Calvé, soprano francesa, de la Belle Époque (n. 1942).[27]
- 1980, Palerm: Piersanti Mattarella, president de Sicília, assassinat per la màfia.
- 1990, Moscou: Pàvel Txerenkov, físic soviètic, Premi Nobel de Física de l'any 1958 (n. 1904)
- 2014, París: Marina Ginestà i Coloma, periodista, escriptora, intèrpret i militant antifeixista catalana, protagonista d'una fotografia icònica de la Guerra Civil espanyola n. (1919).[28]
- 2015, Roma: Uber Gradella, futbolista italià que jugava en la posició de porter.[29]

## Altres fets
Còmics
- Veure: Portal:Còmics/gener/6.

## Festes i commemoracions
- Al vespre s'atorguen a Barcelona els premis Josep Pla i Nadal.
- «Sorteig del nen» de la Loteria espanyola.
- Dia de Reis i festa de l'Epifania.
- Calendari cristià:[30] Adoració, sants Melcior, Gaspar i Baltasar; Julià i Basilissa, màrtirs; Macra de Reims, Fèlix de Nantes, bisbe; Pere Tomàs (sant), bisbe; Andreu Corsini, bisbe; sant Joan de Ribera; Carles de Sezze, franciscà; Pere de Canterbury, abat; santa Rafaela María Porras, fundadora de les Esclaves del Sagrat Cor; beat Frederic d'Arras, monjo; venerable Ramon de Blanes, màrtir.